# Кларк, Джин
Гарольд Юджин (Джин) Кларк (17 ноября 1944[…] или 17 ноября 1941, Tipton, Миссури — 24 мая 1991, Шерман-Окс, Калифорния) — американский певец и автор песен. Известен как один из основателей фолк-рок-группы The Byrds. Он был основным автором в группе Byrds в период с 1964 по начало 1966 года, написал большинство самых известных хитов группы этого периода, в том числе «I’ll Feel a Whole Lot Better», «She Don't Care About Time» и «Set You Free This Time». Хотя он не достиг коммерческого успеха в качестве сольного исполнителя, Кларк был в авангарде популярной музыки на протяжении большей части своей карьеры, предвосхищая события в таких разнородных поджанрах, как психоделический рок, барокко-поп, блюграсс, кантри-рок и альт-кантри.

## Биография

### Жизнь
Кларк родился в городе Типтон, Миссури, и был третьим из 13 детей в семье, имевшей ирландские, немецкие, и индейские корни. Его семья переехала в Канзас-Сити, штат Миссури, где в детстве он начал учиться играть на гитаре и губной гармошке у своего отца. Вскоре он начал играть мелодии Хэнка Уильямса, а также песни пионеров рок-н-ролла, таких как Элвис Пресли и братья Эверли. Он начал писать песни в 11 лет. К 15 годам он разработал богатый теноровый голос и образовал местную рок-н-ролльную группу Meyers and the Sharks. Как и многие из его поколения, Кларк проявлял интерес к фолк-музыке из-за популярности The Kingston Trio. Когда он окончил среднюю школу в городе Боннер-Спрингс, Канзас, в 1962 году, он сформировал фолк-группу, the Rum Runners.

### Создание the Byrds
Кларка пригласили присоединиться к созданной региональной фольклорной группе Surf Riders, выступавшей в Канзас-Сити в Castaways Lounge, принадлежащей Хэлу Харбауму. 12 августа 1963 года он выступал с ними, когда его обнаружили The New Christy Minstrels. Они наняли его, и он записал два альбома с ансамблем, прежде чем уйти в начале 1964 года. Послушав "Beatles", Кларк покинул «New Christy Minstrels» и переехал в Лос-Анджелес, где встретился с другими поклонниками Битлз и фолка обратил Джима (позднее Роджером) МакГинном в клуб «Troubadour». В начале 1964 года они начали собирать группу, которая со временем превратится в the Byrds.
Кларк стал автором или соавтором многих из самых известных песен the Byrds в их первых трёх альбомах, включая «I'll Feel a Whole Lot Better», «Set You Free This Time», «Here Without You», «You Won’t Have to Cry», «If You’re Gone», «The World Turns All Around Her», «She Don't Care About Time» и «Eight Miles High». Сначала он играл на ритм-гитаре в группе, но уступил этот инструмент Дэвиду Кросби и стал исполнителем на бубне и губной гармошке. Басист Крис Хиллман отметил несколько лет спустя в интервью, вспоминая Кларка: «Одно время он был силой в the Byrds, а не МакГуинн, и не Кросби; именно Джин, который прорвался бы сквозь сценический занавес, стуча по бубну, как будто молодой принц Валиант. Герой, наш спаситель. Мало кто из зрителей может отвести глаза от этого присутствия. Он был автором песен. У него был „дар“, который никто из нас ещё не развил. Какая глубокая внутренняя часть его души вызывала такие песни, как „Set You Free This Time“, „I’ll Feel A Whole Lot Better“, „I’m Feelin' Higher“, „Eight Miles High“? Так много отличных песен! Мы многому научились у него в деле написания песен и в процессе узнали немного о себе».
Решение менеджмента дало МакГуинну ведущие голоса для их основных синглов и песен Боба Дилана. Это разочарование в сочетании с неприязнью Кларка к путешествиям (включая хронический страх полётов) и негодованием других участников группы по поводу дополнительного дохода, который он получил от написания песен, привело к внутренним ссорам, и он покинул группу в начале 1966 года. Он ненадолго вернулся в Канзас-Сити, а затем вернулся в Лос-Анджелес, чтобы сформировать Gene Clark & the Group с Чипом Дугласом, Джоэлем Ларсоном и Биллом Рейнхартом.

### Сольная карьера, краткое возвращение в the Byrds и Dillard and Clark
Columbia Records (The Byrds' лейбл) подписала контракт с Кларком, который становился сольным исполнителем, а в 1967 году он выпустил свой первый сольный альбом, Gene Clark with the Gosdin Brothers. The Gosdin Brothers были выбраны в качестве его акктомпонирующей группы его, потому что у них был один и тот же менеджер, Джим Диксон, и потому что Крис Хиллман, который играл на басу в альбоме, работал с The Gosdin Brothers в середине 1960-х годов, когда он и они были членами южно-калифорнийской блюграсс-группы The Hillmen. Альбом представлял собой уникальную смесь поп-музыки, кантри-рока и барочно-психоделических композиций. Он получил положительные отзывы, но он был выпущен почти одновременно с «Younger Than Yesterday» группы Byrds, также на лэйбле Columbia, и стал коммерческим провалом (частично из-за его 18-месячного отсутствия на публике).
Поскольку успех его сольной карьеры был под вопросом, Кларк ненадолго возвратился в the Byrds в октябре 1967 года, заменив недавно ушедшего Дэвида Кросби, но через три недели после приступа тревоги в Миннеаполисе он вновь покинул группу. В течение этого короткого периода с Byrds он появился вместе с группой на «The Smothers Brothers Comedy Hour», спев под фонограмму сингл «Goin 'Back»; он также исполнил «Mr. Spaceman» с группой. Хотя есть некоторые разногласия среди биографов группы, Кларк, как полагают, записал фоновый вокал в песни «Goin 'Back» и «Space Odyssey» для предстоящего альбома Byrds «The Notorious Byrd Brothers» и был фактическим соавтором песни «Get to You» из этого альбома, хотя её единственным автором был указан МакГуинн.
В 1968 году Кларк подписал контракт с A & M Records и начал сотрудничество с банджистом Дугом Диллардом. К ним присоединились гитарист Берни Лидон (позже — The Flying Burrito Brothers и The Eagles), басист Дэйв Джексон и мандолинист Дон Бек, чтобы сформировать ядро Dillard & Clark; Кроме того, Майкл Кларк ненадолго барабанил в группе, прежде чем присоединиться к The Flying Burrito Brothers. Они выпустили два альбома: The Fantastic Expedition of Dillard & Clark (1968) и Through the Morning, Through the Night (1969).
The Fantastic Expedition of Dillard & Clark была основной работой акустического кантри-рока. Он включал в себя такие устойчивые песни, как «Train Leaves Here This Morning» (совместная работа Кларка и Лидон, исполненная последним в 1972 году в дебютном альбоме The Eagles) и «She Darked the Sun» (в исполнении Линды Ронштадт в её альбоме 1970 года). Silk Purse). В противоположность этому, Through the Morning, Through the Night в большей степени были данью традиционному блюграссу, но также использовали электрические приборы. К этому моменту Донна Уошберн, подруга Дилларда, присоединилась к группе в качестве бэк-вокалистки, что ускорило уход Leadon. Переход к традиционному блюграссу также заставил Кларка потерять интерес. Написанная Кларком, заглавная песня была использована Куинси Джонсом в саундтреке к фильму Сэма Пекинпы «Побег» 1972 года; её также исполнили Роберт Плант и Элисон Краусс (вместе с «Polly», ещё одним треком, написанным Кларком для этого альбома) в их альбоме 2007 года Raising Sand. Оба альбома Дилларда и Кларка имели весьма скромный успех в чартах, но теперь они считаются оригинальными образцами жанров кантри-рока и прогрессивного блюграсса. Сотрудничество с Диллардом омолодило творческий потенциал Кларка, но внесло значительный вклад в его растущую проблему с алкоголем. Dillard & Clark распались в конце 1969 года после отъезда Кларка и Лидона. В этот период Кларк, Лидон, Джексон и Бек внесли свой вклад в дебютный альбом Стива Янга « Rock Salt &amp; Nails» , выпущенный в ноябре 1969 года.
В 1970 году Кларк начал работу над новым синглом, записав два трека с оригинальными участниками the Byrds (каждый записывал свою партию отдельно). Получившиеся в результате песни «She’s the Kind of Girl» и «One in a Hundred» не были выпущены в то время из-за юридических проблем; позже они были включены в альбом Roadmaster. В 1970 и 1971 годах Кларк записал вокал и две композиции («Tried So Hard» и «Here Tonight») для альбомов группы Flying Burrito Brothers.
Разочарованный музыкальной индустрией, Кларк купил дом в Альбионе, штат Калифорния, и женился на бывшей танцовщице гоу-гоу и ассистенте продюсера Bell Records Карли Линн МакКаммингс в июне 1970 года, которая родила ему двух сыновей — Келли и Кая Кларка. Отойдя от дел в начале 1970-х годов, он всё же не бедствовал благодаря значительным гонорарам от песен, написанных для Byrds, дополненных доходом от американской первой десятки хита The Turtles «You Showed Me», ранее невыпущенной композиции Макгуинна и Кларка с 1964 года, переаранжированной для группа Чипа Дугласа.

### White LightиRoadmaster
В 1971 году Кларк выпустил свой второй сольный альбом White Light (название не было на обложке обложки, и поэтому некоторые более поздние рецензенты ошибочно предположили, что он назвал альбом своим именем Gene Clark). Альбом был продюсирован гитаристом из американских индейцев Джесси Эдом Дэвисом, с которым у Кларка сложились отличные отношения, отчасти из-за их общего происхождения. В интимной, поэтической и в основном акустической работе, дополненной слайд-гитарой Дэвиса, альбом содержал много интроспективных треков, таких как «With Tomorrow», «Because of You», «Where My Love Lies Asleep» и «For a Spanish Guitar» (которая Боб Дилан, как сообщается, назван одной из величайших когда-либо написанных песен). Весь материал был написан Кларком, за исключением «Tears of Rage» Боба Дилана и Ричарда Мануэля. Альбом, получивший значительное признание критиков, не имел коммерческого успеха, за исключением Нидерландов, где он был признан критиками рок-музыки альбомом года. Вновь, скромная реклама и отказ Кларка от проведения рекламных туров отрицательно сказались на продажах.
Весной 1971 года Деннис Хоппер дал поручение Кларку внести треки «American Dreamer» и «Outlaw Song» в документальный фильм « Американский мечтатель», в котором рассказывалось о сложном процессе редактирования «Последнего фильма». Перезаписанная, более длинная версия песни «American Dreamer» была позже использована в фильме 1977 года «Фермер» вместе с инструментальной версией той же песни плюс «Outside the Law (The Outlaw)», перезаписью «Outlaw Song».
В 1972 году Кларк попытался записать следующий альбом. Прогресс был медленным и дорогим, и A&M прекратила проект до его завершения. В результате восемь треков, включая «Full Circle Song» и «In Misty Morning», а также записанные с Byrds в 1970 и 1971 годы с Flying Burrito Brothers («Here Tonight») были выпущены в 1973 году как Roadmaster только в Нидерландах.

### Byrds
Кларк покинул A & M в конце 1972 года, чтобы присоединиться к воссоединению с первоначальными пятью Byrds. Они смонтировали альбом Byrds, который был выпущен в марте 1973 года лэйблом Asylum Records. В то время как альбом в целом имел определённый успех в чартах (США № 20), его позиции не соответствовали первоначальным ожиданиям лейбла после недавнего успеха Кросби (Crosby, Stills, Nash & Young) и Хиллман. Композиции Кларка «Full Circle» и «Changing Heart» и каверы Нила Янга, в которых он пел ведущий вокал («See the Sky On to Rain» и «Cowgirl in the Sand»), были широко расценены как выдающиеся треки в альбоме, вызвавшем разногласия у критиков. Обескураженные плохими отзывами и недовольные выступлением Кросби в качестве продюсера записи, участники группы решили распустить группу. Кларк ненадолго присоединился к сольной группе МакГуинна, с которой он представил «Silver Raven», возможно, его самая знаменитая песня, исполненная после распада The Byrds.

### No Other
На основании качества вклада Кларка в Byrds Дэвид Геффен подписал его в Asylum Records в начале 1974 года. Этот лейбл был прибежищем самых выдающихся представителей движения авторов-исполнителей песен той эпохи, и представлял собой ту тусовку, которой у Кларка не было с тех пор, как он работал с the Byrds. Сочиняя альбом, он подолгу сидел с блокнотом и акустической гитарой у окна своего дома, черпая вдохновение в созерцании Тихого океана.
Спродюсированный Томасом Джефферсоном Кеем с огромным количеством сессионных музыкантов (включая участников The Section и The Allman Brothers Band) и бэк-вокалистов, альбом No Other объединил элементы кантри-рока, фолка, госпела, соула и хоровой музыки с поэтической, мистическим текстами. Хотя альбом получил высокую оценку критиков, его нетрадиционные аранжировки (которые предвосхитили поздние нововведения Линдси Бакингема, Стиви Никс и Кристин МакВи) ограничивали привлекательность альбома для широкой общественности. Кроме того, его высокие затраты на создание альбома (превышающие 100 000 долларов США) побудили Геффена публично ругать Кларка и Кея. Раскрутка альбома была минимальной, и в чарте альбомов Billboard он не поднялся выше 144-й позиции. В 2013 году участники групп Beach House, The Walkmen, Grizzly Bear и Fleet Foxes полностью исполнили альбом в серии концертов.
Возвращение Кларка в Лос-Анджелес для записи альбома привело к его возвращению к гедонистическому образу жизни и ускорило распад его брака. Разочарованный профессиональными и семейными неудачами, он организовал свой первый сольный тур по дороге, играя в колледжах и клубах с Роджером Уайтом (соло-гитара и бэк-вокал) и Дюком Бардэуллом (электрический бас, бэк-вокал и акустическая гитара); трио без барабанов было объявлено как Джин Кларк и Silverados.

### Two Sides to Every Story
После коммерческого провала No Other Кларк был озадачен своим художественным направлением. В течение 1975 и 1976 годов он намекнул прессе, что он собирает набор «космических» песен, смешивая кантри-рок с R&B и фанком, разрабатывая саундскейпы своего последнего альбома. В 1976 году он записал набор из десяти демоверсий, которые объединили кантри и фолк-музыку с лёгким прикосновением космического сознания. Они были переданы в RSO Records, который быстро выкупил у Кларка договор о предоставлении Asylum и в 1977 году издал «Two Sides to Every Story» . Альбом, представлявший собой смесь блюграсса, традиционного хонки-тонка, отголосков No Other («Sister Moon») и резкого кантри-рока (новая аранжировка «Kansas City Southern») — был спродюсирован Каем.
Эмоциональные последствия его развода отражены в названии альбома и нескольких композициях Кларка, включая вышеупомянутые «Sister Moon», «Lonely Saturday», «Past Addresses», «Silent Crusade» и «Hear the Wind». Альбом также содержит каверы традиционных «In the Pines» (ключевой компонент живого репертуара Кларка с Silverados) и «Give My Love Marie» Джеймса Тэлли . Ещё раз, его стиль чувствительной баллады не смог добиться успеха в американских чартах. В запоздалой попытке найти благодарную публику, он неохотно преодолел свою тревогу путешествия и начал международный рекламный тур с KC Southern Band. Примерно за шесть недель до своей смерти Кларк сказал интервьюеру Биллу Вассерцайхеру, что считает «Two Sides to Every Story» своим лучшим альбомом, рядом с которым можно поставить только No Other.

### McGuinn, Clark & Hillman
Для его британской даты тура, Кларк оказался на тех же площадках, что и бывший участник Byrds Роджер Макгувинн и Крис Хиллман, каждый из которых имел собственную аккомпанирующую группу. Вскоре после возвращения в США Кларк и МакГинн начали гастролировать как акустический дуэт. После того, как Хиллман присоединился к своим бывшим товарищам по группе, реформированное трио подписало контракт с Capitol Records. Спродюсированный Albert Brothers (который недавно записал альбом-возвращение Crosby, Stills & Nash 1977 года), последовавший за ним McGuinn, Clark & Hillman (1979) стал возвращением для Кларка как к сценическому исполнению, так и написанию песен, который принял себя в качестве доминирующей творческой силы группы. Он написал четыре песни для альбома, в том числе «Backstage Pass», «Release Me Girl» (сотрудничество с Томасом Джефферсоном Кеем в стиле диско), вдохновлённую тематикой НЛО «Feelin' Higher» и «Little Mama».
Многие критики чувствовали, что гладкое производство альбома и влияющие на диско ритмы софт-рока не льстили группе, но альбом достиг № 39 на Billboard 200 (подкреплённый написанной МакГуином «Don’t You Write Her Off», которая достигла № 33 в мае 1979 года) и получила золотой сертификат RIAA, продавая достаточно хорошо, чтобы побудить к созданию продолжения. Второй релиз Макгуинна, Кларка и Хиллмана должен был состоять из целой группы под названием «City» ; хотя в конечном итоге он был выпущен в 1980 году, сочетание ненадёжности Кларка (включая эксперименты с героином) и его неудовлетворённости их музыкальным направлением (в основном в отношении продюсерской работы Рона и Говарда Альберта) привело к тому, что альбом был озаглавлен как «Roger McGuinn & Chris Hillman featuring Gene Clark.». Несмотря на суматоху, Кларк написал песню «Won’t Let You Down». К 1981 году Кларк ушёл, и группа записала ещё один альбом под названием «McGuinn / Hillman».

### Реабилитация,FirebyrdиSo Rebellious a Lover
Кларк переехал на Гавайи вместе с Джессом Эдом Дэвисом, чтобы попытаться преодолеть свою наркотическую зависимость, оставаясь там до конца 1981 года. По возвращении в Лос-Анджелес он собрал новую группу, Firebyrds, и в 1982 году приступил к записи альбома, который в итоге стал альбомом Firebyrd. В ожидании выхода альбома Кларк присоединился к Крису Хиллману и другим в неудачном предприятии под названием Flyte, которое не смогло заключить контракт на запись и было быстро расторгнуто. Возможный выпуск Firebyrd в 1984 году совпал с появлением джангл-рок-групп, таких как REM и Том Петти, которые вызвали новый интерес к Byrds. Кларк начал развивать новых поклонников среди лос-анджелесской альтернативной рок-сцены Андеграунд Пейсли. Позже, в этом десятилетии, он принял свой новый статус, выступив в качестве гостя в «Long Ryders» на сессии, организованной продюсером альбома Генри Леви по предложению члена группы Сида Гриффина, и он записал известный дуэтный альбом с Карлой Олсон из Textones под названием So Rebellious a Lover (включая знаменитых «Gypsy Rider» и «Del Gato») в 1986 году. В альбом вошли материалы Криса Хиллмана, Стивена МакКарти (Long Ryders) и Рэнди Фуллера (Bobby Fuller Four), и он был продюсирован и аранжирован сессионным барабанщиком Майклом Хьюи.

### Последние годы, болезнь и смерть
В 1985 году Кларк обратился к Макгуинну, Кросби и Хиллману с просьбой о реформировании the Byrds ко времени 20-й годовщины выхода «Mr. Tambourine Man». Трое из них не проявили интереса. Кларк решил собрать « суперзвёздный» коллекции музыкантов, в том числе бывших Flying Burrito Brothers и Firefall член Рик Робертс, бывшего участника The Beach Boys певца и гитариста Blondie Chaplin, бывших членов the Byrds Рика Данко и Ричарда Мануэля, и бывших участником Byrds Майкла Кларка и Джона Йорка. Кларк первоначально назвал свою группу «The 20th Anniversary Tribute to the Byrds» и начал выступать на волне ностальгии в начале 1985 года. Ряд промоутеров концертов стали сокращать название группы до «Byrds» в рекламе и рекламных материалах. Поскольку группа продолжала гастролировать в течение 1985 года, их агент решил окончательно сократить название до «Byrds», к неудовольствию Макгуинна, Кросби и Хиллмана. В конце концов Кларк прекратил выступать со своей собственной группой «Byrds», но барабанщик Майкл Кларк продолжил выступать со Скипом Бэттином (иногда с бывшими участниками Byrds Йорком и Джином Парсоносом), образовав ещё одну группу «Byrds», что побудило МакГуинна, Хиллмана и Кросби также отправиться на гастроли как «the Byrds» в попытке установить претензию на права на имя. Их усилия потерпели неудачу на этот раз; Джин Кларк не был включён в воссоединение, в основном из-за его участия в проекте, который не включал их. Кросби в конце концов получил права на это название в 2002 году.
Несмотря успех среди критиков «So Rebellious a Lover», который привёл к нескольким выходам на телевидение (включая «Nashville Now»), Кларк всё чаще сталкивался с серьёзными проблемами со здоровьем, включая язвы и алкогольную зависимость. В 1988 году ему была сделана операция по удалению злокачественной язвы.
Период воздержания и выздоровления продолжался до тех пор, пока Тома Петти не сделал кавер песни «I'll Feel a Whole Lot Better» в альбоме «Full Moon Fever» (1989), что принесло гонорары Кларку. Получив много денег он начал пренебрегать своими профессиональными обязанностями (включая долгожданный британский сольный тур) и возобновил употребление наркотиков, включая алкоголь, героин и крэк-кокаин . Хотя обстоятельства остаются туманными (поскольку Карла Олсон ссылается на предполагаемые финансовые нарушения), разгул также ускорил его окончательный разрыв с Терри Мессиной, которая имела двухдесятилетние отношения с Кларком.
В течение этого периода The Byrds отложили свои разногласия на достаточно долгое время, чтобы вместе появиться в Зале славы рок-н-ролла в январе 1991 года, в котором оригинальный состав исполнил несколько песен вместе, в том числе кларковскую "«I’ll Feel a Whole Lot Better».
Здоровье Кларка продолжало ухудшаться, поскольку его злоупотребление психоактивными веществами ускорилось. Он умер 24 мая 1991 года в возрасте 46 лет от сердечного приступа.